# 80ª Squadriglia caccia
La 80ª Squadriglia fu un reparto da caccia del Corpo Aeronautico attivo nella prima guerra mondiale.

## Storia

### Prima guerra mondiale
Inizia a costituirsi alla fine del 1916 al Centro formazione squadriglie del Campo di aviazione di Arcade dotata di Nieuport 11 ai comandi del capitano Mario Ugo Gordesco.
Dal 28 febbraio 1917 è assegnata a Santa Maria la Longa con cinque piloti e cinque aerei e dal 12 marzo con 9 piloti, tra cui il tenente Guido Keller ed i sergenti Michele Allasia ed Alvaro Leonardi, e 10 Nieuport 80 hp alle dipendenze del 1º Gruppo volo per la 3ª Armata (Regio Esercito).
Il 15 marzo due piloti tra cui Leonardi si spostano al campo di Cascina Farello di Aquileia con altri della 77ª Squadriglia aeroplani per la difesa di Cervignano del Friuli fino al 30 maggio.
Il 24 aprile Keller abbatte un Hansa-Brandenburg C.I del Caporale Rudolf Kousal della Flik 12 che precipita a Vipacco in territorio italiano ed il 30 aprile la squadriglia si sposta ad Aiello del Friuli ed il 17 maggio Allasia viene ferito dalla contraerea causandogli il ricovero in ospedale. 
Il 24 maggio Leonardi costringe ad ammarare un idrovolante Lohner L e l'equipaggio viene catturato dagli italiani.
Il 16 luglio dismette gli Ni 11 da 80 hp, dal 17 luglio dispone di 12 Nieuport 17 da 110 hp e dal 29 luglio vi sono 9 piloti tra cui il rientrato Allasia ed il sottotenente Giannino Ancillotto.
Il 10 agosto il serg. maggiore Amleto Degli Esposti abbatte un Br. C.1 ed Allasia partecipa ad una vittoria di Giovanni Sabelli della 91ª Squadriglia aeroplani da caccia sul monte Stol.
Nell'ambito della battaglia di Caporetto il 26 ottobre Ancillotto, passato alla 77ª, Ernesto Cabruna e Leonardi abbattono un idrovolante a Doberdò del Lago ed il reparto si sposta a Comina (Friuli-Venezia Giulia).
Dal 1º novembre si sposta ad Arcade (Italia) ed il 6 novembre Leonardi con il serg. Cosimo Rizzotto della 77ª abbattono un Br. C.1 a San Michele di Conegliano nelle linee italiane.
L'8 novembre si sposta a Marcon con dieci Ni 17 insieme alla 77ª entrando nel XIII Gruppo (poi 13º Gruppo caccia) comandato da Gordesco che lascia la squadriglia al cap. Raul Da Barberino che il 17 rimane ferito in un incidente volo e viene sostituito interinalmente dal Tenente Guido Sambonet.
Alla fine di novembre il reparto dispone di 14 piloti tra cui il brigadiere Ernesto Cabruna ed il Serg. Elia Antonio Liut.
Dal 30 novembre arrivano i primi due Hanriot HD.1. 
Nel 1917 l'unità ha eseguito 2049 voli di guerra sostenendo 128 combattimenti.
Il 6 febbraio 1918 il comando interinale passa al Ten. Giorgio Zoli, arrivato insieme al parigrado Carlo Alberto Conelli, che lo cede il 30 aprile al Cap. Umberto Gelmetti ed il 7 giugno al Cap. Achille Pierro.
Il 17 giugno Gelmetti costringe all'atterraggio nelle linee italiane vicino a Capodargine tra Fossalta di Piave, Meolo e Musile di Piave un Phönix C.I biposto.
Al 1º luglio ci sono 18 piloti ed il 26 settembre Cabruna ha un incidente in atterraggio a Castenedolo fratturandosi una clavicola ma dopo breve convalescenza rientra in pattuglia anche se ha il braccio destro ancora ingessato.
All'armistizio la squadriglia, che aveva adottato come distintivo la stella d'Italia rossa in campo bianco all'interno di un cerchio nero, ha compiuto 4637 voli di guerra e disponeva di 13 Hanriot.
Verrà sciolta alla fine di gennaio 1919.
Le vittorie degli assi della squadriglia furono:
- Leonardi 8;
- Ancillotto 4;
- Allasia 3;
- Cabruna 8;

### Regia Aeronautica
Nel 1923 era all'Aeroporto di Venaria Reale nel 13º Gruppo della Regia Aeronautica e nell'autunno 1924 era nel 17º Gruppo caccia al Campo della Promessa di Lonate Pozzolo.
Al 10 giugno 1940 disponeva di 8 Fiat C.R.32 nel XVII Gruppo dell'Aeroporto di Palermo-Boccadifalco.
Successivamente, sostituiti i Macchi M.C.200 con i Macchi M.C.202, combatté  in Africa Settentrionale Italiana fino al giugno 1942 per poi tornare in Italia per la difesa di Roma. 
Nel luglio 1943 l'80ª Squadriglia era a Ronchi dei Legionari per dotarsi dei Macchi C.205V e l'8 settembre colse l'80ª Squadriglia ancora in fase organizzativa, determinando una crisi con l'armistizio portò allo sbandamento dell'unità.